# Bonnet de Clermont

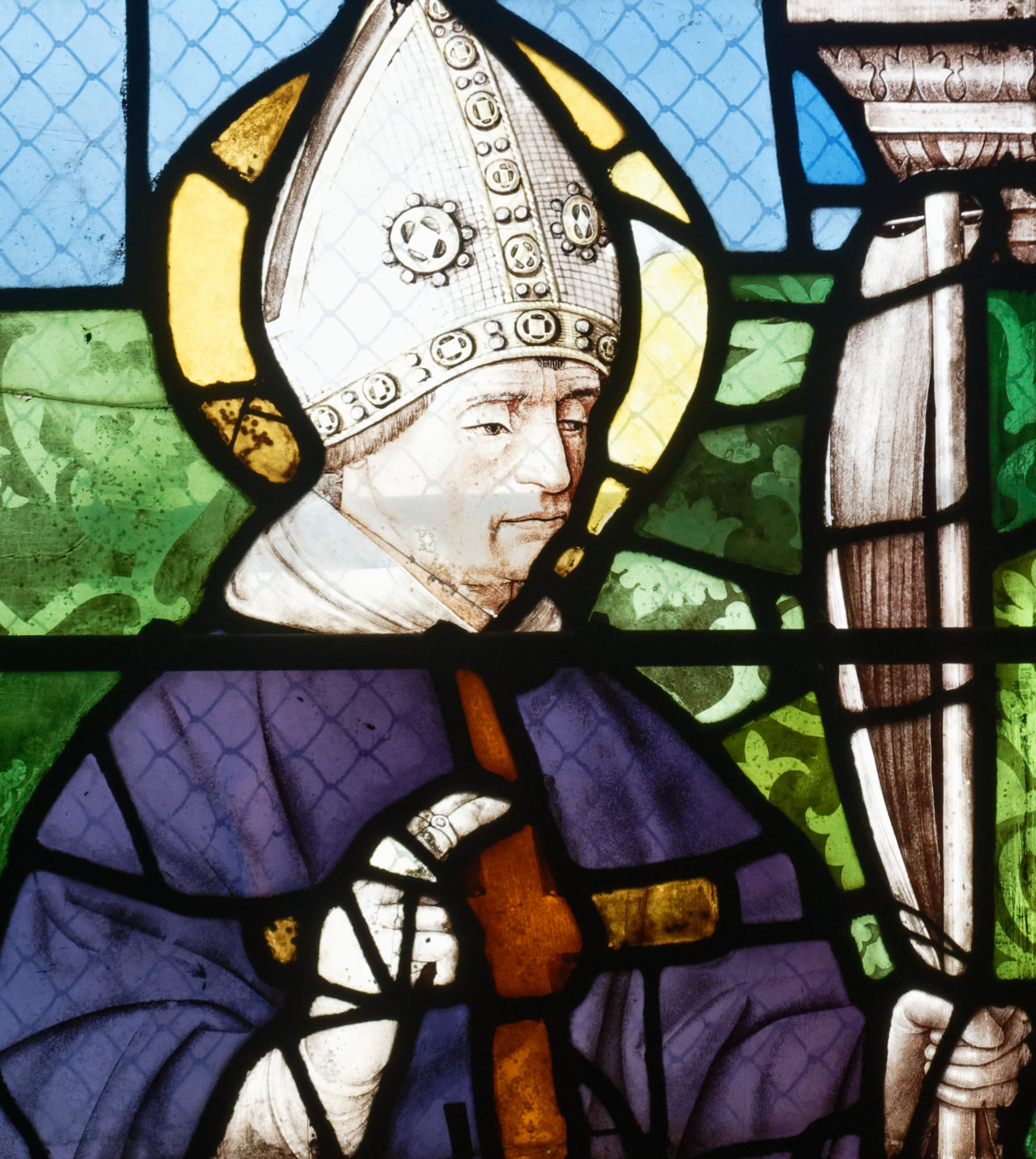
Autel Bonnet de Clermont

São Bonnet,  em latim Bonitus (623–710) nasceu na França e ocupou vários cargos importantes, incluindo ser nomeado governador de Marselha em 667 e bispo de Auvérnia. Foi também chanceler e referendário em Francia.

## Vida
Bonitus nasceu em Auvérnia, França, e tornou-se chanceler de Sigeberto III, o rei da Austrásia; e por seu zelo, religião e justiça, floresceu naquele reino sob quatro reis. Após a morte de Dagoberto II, Thierry III fez dele governador de Marselha e de toda a Provença, em 680. Ele era conhecido por ser um amigo íntimo de Sigeberto III e de Genésio.
Seu irmão mais velho, Santo Avito II, Bispo de Clermont, em Auvérnia, tendo-o recomendado para seu sucessor, morreu em 689, e Bonitus foi consagrado. Ele era conhecido por ter uma grande devoção à Bem-Aventurada Virgem Maria e diz-se que experimentou uma aparição dela. Dois anos depois, depois de ter governado aquela sé por dez anos, ele tinha o escrúpulo de que sua eleição tivesse sido perfeitamente canônica; e tendo consultado São Tilo, ou Theau, então levando uma vida eremítica em Solignas, renunciou a sua dignidade.
Aposentou-se por quatro anos na abadia de Manlieu e, depois de ter feito uma peregrinação a Roma, morreu de gota em Lyon no dia 15 de janeiro de 710, aos oitenta e seis anos.